# Rivolta studentesca

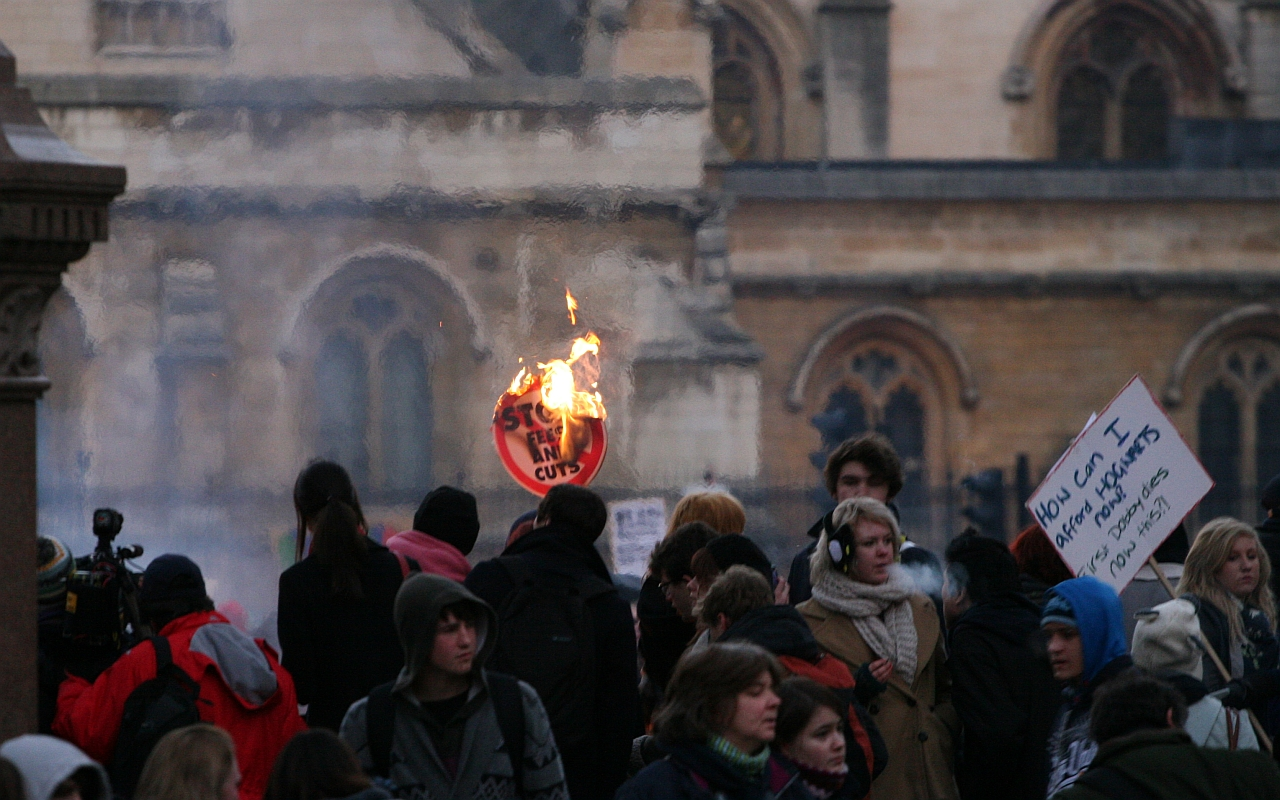
Una manifestazione studentesca a Londra nel 2010

Col termine di rivolta studentesca, rivolta collegiale o rivoluzione studentesca si indicano delle rivolte iniziate da studenti, generalmente appartenenti ad una determinata università, collegio o altra scuola.

## Ragioni
Le rivolte studentesche spesso hanno origini differenti che possono essere di natura politica come ad esempio quelle del Sessantotto e dell'epoca della Guerra del Vietnam. Rivolte studentesche scoppiarono in Cina nel corso del 1989 come protesta contro l'ingiustizia dei politici nazionali. In un gran numero di paesi come Messico, Cile, Iran, Venezuela e Bangladesh, gli studenti formano una forza politica attiva, e le rivolte studentesche sono regolarmente utilizzate per puntare i riflettori sul sociale. Le rivolte studentesche spesso accompagnano gli scioperi generali, con degli scioperi studenteschi.
Le rivolte studentesche sono spesso state viste come fenomeni di hooliganismo - come nel caso degli eventi sportivi - con alcuni eventi legati al consumo di alcool.

## Risposte
Anche le risposte alle rivolte studentesche furono differenti a seconda delle epoche e dei contesti, ma nel caso delle rivolte in Cina nel 1989 il governo cinese si oppose brutalmente alle proteste uccidendo i responsabili.

## Esempi
- Sciopero studentesco del 1229 all'Università di Parigi
- Rivolta di santa Scolastica
- Maggio francese
- Movimento studentesco tedesco
- Massacro di Tlatelolco
- Opposizione alla Guerra del Vietnam
- Rowbottom
- Proteste studentesche nel Quebec del 2012